# 와우 에어의 운항 노선
2019년 3월 도산 전까지 와우 에어는 다음의 노선을 운항했었다.

## 운항 노선

### 아시아

#### 서남아시아
- 이스라엘
  - 텔아비브 - 벤구리온 국제공항 계절편

### 유럽

#### 서유럽
- 영국
  - 런던 - 런던 개트윅 국제공항
  - 런던 - 런던 스탠스테드 국제공항
  - 에든버러 - 에든버러 공항 계절편
- 프랑스
  - 파리 - 파리 샤를 드 골 국제공항
  - 리옹 - 생텍쥐페리 국제공항 계절편
- 독일
  - 베를린 - 베를린 쇠네펠트 국제공항
  - 뒤셀도르프 - 뒤셀도르프 국제공항 계절편
  - 프랑크푸르트 - 프랑크푸르트 국제공항
- 아일랜드
  - 더블린 - 더블린 국제공항
- 네덜란드
  - 암스테르담 - 암스테르담 스키폴 국제공항
- 벨기에
  - 브뤼셀 - 브뤼셀 국제공항

#### 중유럽
- 오스트리아
  - 잘츠부르크 - 잘츠부르크 공항 계절편

#### 남유럽
- 스페인
  - 라스팔마스 - 그란 카나리아 공항 계절편
  - 바르셀로나 - 바르셀로나 엘프라트 국제공항
  - 알리칸테 - 알리칸테 리체 공항
  - 테네리페 - 테네리페 사우스 공항
- 이탈리아
  - 밀라노 - 밀라노 말펜사 국제공항

#### 동유럽
- 폴란드
  - 바르샤바 - 바르샤바 프레드릭 쇼팽 국제공항

#### 북유럽
- 덴마크
  - 코펜하겐 - 코펜하겐 카스트럽 국제공항
- 스웨덴
  - 스톡홀름 - 스톡홀름 알란다 국제공항 계절편
- 아이슬란드
  - 레이캬비크 - 케플라비크 국제공항 허브

### 아메리카

#### 북아메리카
- 미국
  - 뉴어크 - 뉴어크 리버티 국제공항
  - 디트로이트 - 디트로이트 메트로폴리탄 웨인 카운티 국제공항
  - 보스턴 - 보스턴 로건 국제공항
  - 볼티모어 - 볼티모어 워싱턴 국제공항
  - 시카고 - 시카고 오헤어 국제공항
  - 올랜도 - 올랜도 국제공항 계절편
  - 피츠버그 - 피츠버그 국제공항
- 캐나다
  - 몬트리올 - 몬트리올 피에르 엘리오트 트뤼도 국제공항
  - 토론토 - 토론토 피어슨 국제공항

## 단항 노선

#### 남아시아
- 인도
  - 델리 - 인디라 간디 국제공항

### 유럽

#### 서유럽
- 영국
  - 브리스톨 - 브리스톨 공항
- 프랑스
  - 니스 - 니스 코트다쥐르 공항
- 아일랜드
  - 코크 - 코크 공항

#### 남유럽
- 이탈리아
  - 로마 - 레오나르도 다 빈치 국제공항

#### 동유럽
- 리투아니아
  - 빌뉴스 - 빌뉴스 공항
  - 카우너스 - 카우너스 공항

#### 북유럽
- 스웨덴
  - 스톡홀름 - 스톡홀름 베스테로스 공항

### 아메리카

#### 북아메리카
- 미국
  - 뉴욕 - 존 F. 케네디 국제공항
  - 댈러스 - 댈러스 포트워스 국제공항
  - 로스앤젤레스 - 로스앤젤레스 국제공항
  - 마이애미 - 마이애미 국제공항
  - 샌프란시스코 - 샌프란시스코 국제공항
  - 세인트루이스 - 세인트루이스 램버트 국제공항
  - 신시내티 - 신시내티 노던켄터키 국제공항
  - 클리브랜드 - 클리블랜드 홉킨스 국제공항